# Sydney Bettex
Pour les articles homonymes, voir Bettex.
Sydney Bettex, né le 5 février 1922 à Chertsey (Royaume-Uni) et mort le 18 juin 2004 à Tournan-en-Brie (France), est un chef décorateur britannique. Il a beaucoup travaillé pour les films de Jean Girault.

## Filmographie partielle
- 1949 : Millionnaires d'un jour d'André Hunebelle (assistant)
- 1956 : Un condamné à mort s'est échappé de Robert Bresson
- 1957 : Les Collégiennes d'André Hunebelle
- 1961 : Les Livreurs de Jean Girault
- 1963 : L'Accident d'Edmond T. Gréville
- 1963 : Les Veinards de Jean Girault, Jack Pinoteau et Philippe de Broca
- 1963 : Pouic-Pouic de Jean Girault
- 1964 : Faites sauter la banque de Jean Girault
- 1964 : Le Gendarme de Saint-Tropez de Jean Girault
- 1964 : Les Gorilles de Jean Girault
- 1965 : Le Gendarme à New York de Jean Girault
- 1966 : Monsieur le président-directeur général de Jean Girault
- 1967 : Les Grandes Vacances de Jean Girault
- 1968 : Un drôle de colonel de Jean Girault
- 1968 : Le Gendarme se marie de Jean Girault
- 1970 : Le Gendarme en balade de Jean Girault
- 1971 : Jo de Jean Girault
- 1972 : Les Charlots font l'Espagne de Jean Girault
- 1977 : Le mille-pattes fait des claquettes de Jean Girault
- 1979 : Le Gendarme et les Extra-Terrestres de Jean Girault
- 1980 : L'Avare de Jean Girault
- 1981 : La Soupe aux choux de Jean Girault
- 1982 : Le Gendarme et les Gendarmettes de Jean Girault